# Пасиенки (стадион, Братислава)
Пасиенки ( словац. Pasienky) — многоцелевой стадион в районе Нове-Место в Братиславе вместительностью 13 401 человек.

## Параметры
- Вместимость: 11.591
- Крытые трибуны: 2000
- Места VIP: 112
- Места для прессы: 126
- Мощность освещения: 1200 лк
- Адрес: Junácka 10, 832 84 Братислава

## Использование

### Футбол
В настоящее время на стадионе играют домашние матчи клубы ФК «Петржалка» и «Слован» Братислава, пока его собственный стадион Тегельне поле проходит капитальную реконструкцию. Также продолжительное время Пасиенки служил домашней ареной для ФК «Интер» Братислава, который с лета 2009 после банкротства переехал на стадион в Сенице, где делит его с местным ФК «Сеница».
В отборочном турнире к Чемпионату мира 2010 года словацкая сборная сыграла на Пасиенках два квалификационных матча, но из-за плохой организации команда переехала на Тегельне поле.
Здесь проводила домашние матчи молодёжная сборная (до 21) в 2000 году.

### Лёгкая атлетика
Вокруг стадиона проложен беговой трек. В 2001 году Интер планировал построить новый стадион, у которого бы не было легкоатлетического трека.
В настоящее время трек непригоден для проведения соревнований. Британская комиссия в 2007 году отказалась работать на нём, в связи с пузырями на первых трёх дорожках.

### Культура
На стадионе регулярно проходят концерты (например Metallica, Карлос Сантана, Depeche Mode, Kiss).